# Чёрная Речка (приток Нерли)
Чёрная Речка — река в России, протекает по Ильинскому району Ивановской области. Длина реки составляет 10 км.
Устье реки находится в 154 км по левому берегу реки Нерль. Исток реки — озеро Никольское в Ильинском районе. Высота истока — 122 м над уровнем моря. Высота устья — 108 м над уровнем моря.

## Данные водного реестра
По данным государственного водного реестра России относится к Окскому бассейновому округу, водохозяйственный участок реки — Нерль от истока и до устья, речной подбассейн реки — бассейны притоков Оки от Мокши до впадения в Волгу. Речной бассейн реки — Ока.
Код объекта в государственном водном реестре — 09010300812110000032401.